# Stephen Mennell
Stephen J. Mennell (* 1. Mai 1944) ist ein britischer Soziologe. Er ist Professor emeritus am University College Dublin. Mennells Arbeit ist stark von Norbert Elias beeinflusst.
Mennell studierte Wirtschaftswissenschaften an der Cambridge University (B.A., 1966 und M.A., 1970). Er promovierte an der Universität Amsterdam.
Er ist Mitglied des Vorstands der Norbert Elias Stiftung (Amsterdam) und Herausgeber der englischen Ausgabe der Gesammelten Schriften von Norbert Elias.
Seit 2004 ist er auswärtiges Mitglied der Königlich Niederländischen Akademie der Wissenschaften (KNAW), seit 2009 der Royal Irish Academy und seit 2011 der Academia Europaea.

## Schriften
- All Manners of Food. Eating and Taste in England and France from the Middle Ages to the Present. Blackwell, Oxford 1985, ISBN 0-631-13244-9. (2. Auflage. ebenda, ISBN 0-631-13244-9; deutsch: Die Kultivierung des Appetits. Die Geschichte des Essens vom Mittelalter bis heute. Athenäum, Frankfurt am Main 1988, ISBN 3-610-08509-6).
- Norbert Elias. Civilization and the Human Self-Image. Blackwell, Oxford 1989, ISBN 0-631-15533-3.
- Indigestion in the nineteenth century: Aspects of English taste an anxiety. In: Ria Jansen-Sieben, Frank Daelemans (Hrsg.): Voeding en geneeskunde – Alimentation et médecine. Acten van het colloquium Brussel 12. 10. 1990. Brüssel 1993 (= Archief- en bibliotheekwezen in België. extranummer 41), S. 205–224.
- The American Civilizing Process. Polity Press, Cambridge u. a. 2007, ISBN 978-0-7456-3208-7.